# タケロト1世
タケロト1世（Takelot I、在位：紀元前885 - 前872年頃）は古代エジプト第22王朝の代3代ファラオ。即位名は「力強きラーの出現にしてラーに選ばれし者」を意味するウセルマアトラー・セテプエンラー。

## 概要
マネトーの記述によれば、オソルコン1世と王妃タシェドコンスの息子で、13年間エジプトを統治した。その王妃はカペスで、後継者のオソルコン2世を産んだ。
パスエンホルの石碑において、歴代王の一人として記載されている意外、その治世については殆ど知られていなかった。そのため、古い研究では短命な王だと信じられていた。しかし、80年代以降の研究で、従来タケロト2世の時代の物とされてきた出土品の多くが、実際には祖父であるタケロト1世のものであったことが確認され、その治世について多くの事が明らかになった。例えば、ヘジュケペルラー・セテプエンラー・タケロトの治世9年について言及したブバスティスの石碑はタケロト1世のものであると判明している。
二人の王は共に同じ即位名を用いているが、タケロト2世はこれに加えてイシスの息子を意味する「シ・エセ」という名前を用いているため、両者を区別する事ができる。

### 治世
タケロト1世の王権は、上エジプトでは完全には承認されていなかった。治世中の出来事を記した文書の多くが、タニスの王の支配に異を唱える勢力が存在していた事を示唆している。タケロト1世の兄弟で、その治世中にアメンの大司祭を務めたイウエロトやスメンデス3世は王の治世5年目と8年目、及び14年目に起きたナイル川の氾濫とその水位について記録しているが、王の名前は省略されている。これは王名をあえて空白にすることで、神官団がどの王を支持するかを曖昧にし、紛争に巻き込まれるのを避けようとしたのではないかと考えられている。
史料が乏しいため、こうした説はあくまで推測の域を出てないが、一部の研究者はタケロト1世の兄でアメンの大司祭であるシェションクがマアトケペルラー・シェションクとして王を名乗っていた可能性を指摘している。
シェションクはオソルコン1世と第1世王妃の間の子で、父王より先に死没しなければ王位を継いでいたと目される人物である。したがって、彼の家族には、本来側室の子であるタケロト1世に対して、王位の正統性を主張するだけの十分な理由があったと考えられる。そして実際、シェションクの息子で王の甥にあたるハルスィエセは叔父の死後、実際に王を称し、半ば強引にオソルコン2世の共同統治者となった。